# NeoOffice
NeoOffice er en kontorpakke til Mac OS X. Det indeholder tekstbehandling, regneark, præsentation og tegneprogram. Programmet bygger direkte på OpenOffice.org og er ligeledes udgivet under GPL-licensen.
Programmet kan anvendes som et alternativ til Microsoft Office til Mac.